# Gold Glove
Rawlings Gold Glove Award er en pris i amerikansk baseball, der uddeles til sæsonens bedste fieldere i hver af de to ligaer i Major League Baseball (MLB). Gold Glove-prisen uddeles til én spiller på hver af de 9 defensive positioner. Der skelnes dog ikke mellem de tre outfieldpositioner, så der uddeles blot tre Gold Gloves til de bedste outfieldere i hver liga.
Prisen blev indstiftet i 1957 af firmaet Rawlings, der producerer baseballhandsker. Selve trofæet har form som en laméfarvet baseballhandske.
Prisuddelingen er blevet kritiseret for, at det foregående års vinder har stor chance for at genvinde titlen.[kilde mangler] Eksempelvis vandt Rafael Palmeiro Gold Glove-prisen på 1. base fra 1997 til 1999, selvom han faktisk kun spillede 28 kampe som 1. basemand i 1999.

## Flest Gold Glove-priser for hver defensiv position
| Position    | Spiller                         | Antal |
| ----------- | ------------------------------- | ----- |
| Pitcher     | Greg Maddux                     | 18    |
| Catcher     | Ivan Rodriguez                  | 13    |
| 1. basemand | Keith Hernandez                 | 11    |
| 2. basemand | Roberto Alomar                  | 10    |
| 3. basemand | Brooks Robinson                 | 16    |
| Shortstop   | Ozzie Smith                     | 13    |
| Outfielder  | Roberto Clemente og Willie Mays | 12    |

## Alle tiders Gold Glove-hold
I 2007 – 50-årsjubilæumsåret for Gold Glove-prisens indstiftelse – udskrev Rawlings en konkurrence, hvor baseballfans kunne stemme på alle tiders bedste defensive spiller på hver position. 974.284 personer deltog i afstemningen. Herunder følger vinderholdet, der samlet har vundet 100 Gold Gloves. Kolonnen "%" angiver den procentdel af stemmerne for den pågældende position, som spilleren fik i afstemningen.
| Position    | Spiller                                      | %       |
| ----------- | -------------------------------------------- | ------- |
| Pitcher     | Greg Maddux                                  | 50      |
| Catcher     | Johnny Bench                                 | 59      |
| 1. basemand | Wes Parker                                   | 53      |
| 2. basemand | Joe Morgan                                   | 27      |
| 3. basemand | Brooks Robinson                              | 61      |
| Shortstop   | Ozzie Smith                                  | 56      |
| Outfielder  | Willie Mays Roberto Clemente Ken Griffey Jr. | 23 21 9 |